# Eliomys munbyanus
El lirón careto magrebí (Eliomys munbyanus) es una especie de roedor esciuromorfo de la familia Gliridae. Es un pequeño roedor que presenta las características morfológicas del resto de lirones.
La taxonomía del lirón careto magrebí, ha experimentado frecuentes cambios, la causa principal reside en la similitud morfológica externa entre estas formas y las europeas, motivo de que fuera considerado una subespecie de Eliomys quercinus. Estudios recientes de diferenciación genética han confirmado la existencia de esta especie.

## Descripción
Tiene una morfología externa similar a la de E. quercinus, pequeño tamaño y parte ventral de la cola de color blanco. El cráneo es similar, aunque de menor tamaño. La diferencia más llamativa es el tamaño sensiblemente menor de la bulla timpánica.

## Distribución
Se distribuye por el Sáhara Occidental, Marruecos, Argelia y Túnez. En España se encuentra presente en las ciudades autónomas de Ceuta y Melilla. No parece ser una especie rara, aunque tampoco excesivamente frecuente, y aunque no se tienen datos sobre su abundancia, posiblemente sea más abundante en el medio rural que en el antrópico.

## Hábitat
Se han localizado lirones desde los 50 metros hasta más de 1000 m de altitud. Aparece en biotopos muy variados, en orillas de lagunas con vegetación lacustre (Tamarix, Rubus, Thypha y Chamaerops), en bosques de Pinus, Eucaliptus y Quercus, matorral mediterráneo y hábitats de fuerte influencia antrópica (huertos y zonas sometidas a pastoreo).

## Reproducción
Algunos indicios sugieren que el periodo reproductivo en las zonas con clima más suave (zonas cercanas al mar y de poca altitud) podría extenderse desde la primavera hasta el mes de noviembre.